# Пожар у дискотеци Пулс у Кочанима
Пожар у дискотеци Пулс у Кочанима догодио се 16. марта 2025. године. Страдало је најмање 62 особе док је бар 193 повређено. Међу преминулима су и чланови бенда ДНК, као и један од оснивача Андреј Ђорђијески. Влада Северне Македоније је прогласила седмодневну жалост.

## Опште информације
Пожар у дискотеци Пулс избио је између 2.30 и 3.00 сата изјутра. Узрок несреће био је избијање ватре након што су искре пиротехничких средстава захватиле лако запаљив таван објекта, што је довело до брзог ширења пламена. Министар унутрашњих послова Северне Македоније, Панче Тошковски, потврдио је да су ухапшена лица која су учествовала у организацији концерта током којег се пожар догодио. На терену су одмах ангажоване све релевантне институције, укључујући тужиоце специјализоване за организовани криминал. У току је истрага која има за циљ расветљавање околности овог трагичног догађаја и утврђивање одговорности.
У току пожара, у дискотеци се налазило око 500 људи на концерту македонске поп групе ДНК и према првим проценама живот је изгубило 59 људи а преко 150 је повређено и хоспитализовано је у медицинским установама у Штипу, Скопљу, Нишу и Београду. Један возач хитне помоћи је преминуо дан касније, пошто је целу ноћ превозио повређене у Кочанима.
Део повређених збринут је на ВМА и у Клиничком центру у Београду. Најављено је да ће из Македоније бити транспортовано још 12 пацијената широм здравствених установа у Србији.

## Реакције
Влада Републике Србије прогласила је уторак 18. марта 2025. године даном жалости. Председник Србије Александар Вучић и министар здравља Златибор Лончар су праћени новинарима посетили повређене који су смештени на интензивној нези у Универзитетском клиничком центру Србије (УКЦС). Вучић је том приликом рукама додирнуо пацијента, а новинари су га сликали са жртвама. Све ово је наишло на осуду дела јавности у Србији и Северној Македонији, пошто услови интензивне неге морају бити стерилни, како би се избегле инфекције, као и због тога што је Вучић поделио фотографије жртава у креветима на друштвене мреже. Други су чин похвалили због његовог хуманитарног аспекта. Градоначелник Ниша Драгослав Павловић је обишао жртве смештене у Војној болници у Нишу.

### Медицинска помоћ
- Турска: 3 пацијента су хоспитализована у Истанбулу, а додатних 6 пацијената је стигло у Анкару.[14]
- Бугарска: 14 пацијената је хоспитализовано у Софији, Пловдиву и Варни.[14]
- Грчка: 4 пацијента хоспитализована у Солуну.[14]
- Србија: Послат је медицински тим у Скопље,[14] а 29-оро теже повређених је хоспитализовано у Србији, од тога 17 на УКЦС.[10]
- Хрватска: 17. марта су примили 4 пацијента.[14]
- Румунија: 17. марта су примили 4 пацијента.[14]
- Словенија, Мађарска и Аустрија: Очекује се да ће ове земље 17. марта послати медицинске авионе за превоз пацијената.[14]